# Kajiry (obwód chersoński)
Kajiry (ukr. Каїри) – wieś na Ukrainie, w obwodzie chersońskim, w rejonie kachowskim, w hromadzie Hornostajiwka. W 2001 liczyła 3508 mieszkańców, spośród których 3325 wskazało jako ojczysty język ukraiński, 169 rosyjski, 3 mołdawski, 2 ormiański, a 9 inny.